# Landschaftsschutzgebiet Eschenberg
Das Landschaftsschutzgebiet Eschenberg mit 17,5 ha Größe liegt südlich von Niedersfeld im Stadtgebiet von Winterberg. Das Gebiet wurde 2008 vom Kreistag des Hochsauerlandkreises mit dem Landschaftsplan Winterberg als Landschaftsschutzgebiet (LSG) ausgewiesen. 15,6 ha der Fläche sind auch ein gesetzlich geschütztes Biotop nach § 30 BNatSchG. Das gesetzlich geschützte Biotop hat die Nummer BK-4717-175 und den Namen Skihang Eschenberg südlich von Niedersfeld. Östlich grenzt direkt das Naturschutzgebiet Oberes Ruhrtal an. Sonst grenzt das Landschaftsschutzgebiet Winterberg an.
Das Biotopkataster vom Landesamt für Natur, Umwelt und Verbraucherschutz Nordrhein-Westfalen führt zum gesetzlich geschützten Biotop auf: "Der "Eschenberg" zeichnet sich durch einen auch im Hochsauerland mittlerweile selten gewordenen, großflächigen und artenreichen Magergrünlandkomplex bodensaurer Prägung aus. Besonders zur Blütezeit des Besenginster treten Vegetationsbilder auf, die an frühere Extensivweide-Landschaften erinnern mit ihren weichen Übergängen zwischen Gebüschen und Rasengesellschaften. Eine größere Anzahl gefährdeter Pflanzenarten wie Deutscher Ginster, Borstgras, Hunds-Veilchen und Färberginster ist zu verzeichnen. Das Gebiet repräsentiert einen für das zentrale Rothaargebirge charakteristischen Magergrünland-Heide-Komplex mit Einzelgehölzen. Es ist daher im Rahmen des landesweiten und des regionalen Biotopverbundes von herausragender Bedeutung."

## Beschreibung
Das Landschaftsschutzgebiet Eschenberg wurde als eines von 13 Landschaftsschutzgebieten vom Typ C, Wiesentäler und bedeutsames Extensivgrünland im Stadtgebiet von Winterberg, ausgewiesen. Wie in den anderen 12 Landschaftsschutzgebieten vom Typ C im Landschaftsplangebiet Winterberg besteht im LSG Talsystem der Elpe ein Umwandlungsverbot von Grünland und Grünlandbrachen in Acker oder andere Nutzungsformen. Eine Erstaufforstung und eine Anlage von Weihnachtsbaumkulturen ist verboten.
Auf dem steilen, ostexponierten Hang des Eschenberges wurde in Höhen zwischen ca. 600 und 700 m über NN ein Skihang angelegt, auf dessen flachgründigem Boden großflächig ein saurer Magerrasenkomplex ausgebildet hat. Die großflächigen saure Magerrasenbereiche weisen Rotschwingelwiesen, Borstgrasrasen, trockener Heide und Besenginstergebüschen auf. Örtlich ist das Gebiet durch Einzelbäume aufgelockert. Im LSG stehen zudem Einzelbäume. Der Skihang wird mit Schafen und Rindern beweidet. Besonders zur Blütezeit des Besenginsters treten Vegetationsbilder auf, die an frühere Extensivweide-Landschaften erinnern mit ihren weichen Übergängen zwischen Gebüschen und Rasengesellschaften. Im LSG ist auch eine größere Anzahl gefährdeter Pflanzenarten zu verzeichnen.
Das eigentlich zur Ausweisung als Naturschutzgebiet vorgesehene Gebiet wurde wegen seiner Nutzung als Skigebiet Eschenberg als LSG ausgewiesen. Wie auf den anderen Skihängen
des Stadtgebietes von Winterbergs wurde trotz der anerkannten und landschaftlichen Bedeutung des Schutzgebietes aufgrund des etablierten Wintersportbetriebes auf eine NSG-Ausweisung verzichtet. Die Skibetrieb ist Störfaktor und „Pflegemaßnahme“ zugleich.
Im November 2021 wurde bekannt, dass zukünftig im Sommer mit Mountaincarts auf dem Skihang gefahren werden soll.

## Pflanzenarten im LSG
Im Biotopkataster vom Landesamt für Natur, Umwelt und Verbraucherschutz Nordrhein-Westfalen finden sich die folgenden Daten zu vorkommenden Pflanzenarten:
Im Hainsimsen-Buchenwald des LSG kommen neben den Baumarten Rotbuche und Fichte auch Draht-Schmiele, Wald-Sauerklee und Heidelbeere vor.
Im Magergrünland und den Brachen des LSG kommen die Arten Gewöhnliches Ruchgras, Rot-Schwingel, Harzer Labkraut, Kleine Bibernelle, Blutwurz, Echter Wundklee, Dreizahn, Färber-Ginster, Magerwiesen-Margerite, Borstgras, Schaf-Schwingel, Kleines Habichtskraut, Salbei-Gamander, Breitblättriger Thymian, Hunds-Veilchen, Bleiche Segge, Geflecktes Knabenkraut, Gemeine Schafgarbe, Rotes Straußgras, Spitzlappiger Frauenmantel, Rundblättrige Glockenblume, Pillen-Segge, Gewöhnliches Ferkelkraut, Acker-Witwenblume, Berg-Platterbse, Steifhaariger Löwenzahn, Gewöhnlicher Hornklee, Feld-Hainsimse und Echter Ehrenpreis vor.
Im Heidebereich des LSG kommen die Arten Besenheide, Besenginster, Färber-Ginster, Draht-Schmiele, Ohr-Weide, Heidelbeere, Borstgras, Hunds-Veilchen, Deutscher Ginster, Preiselbeere, Harzer Labkraut, Berg-Platterbse, Feld-Hainsimse und Salbei-Gamander vor.

## Schutzzweck
Die Ausweisung erfolgte zur Ergänzung der Naturschutzgebiets-Ausweisung in den Talauen von Winterberg um ein Offenlandbiotop-Verbundsystem zu schaffen, damit Tiere und Pflanzen Wanderungs- und Ausbreitungsmöglichkeiten behalten, und dem Erhalt der Vorkommen geschützter Vogelarten sowie dem Schutz artenreicher Pflanzengesellschaften.